# Udo III. von Alvensleben

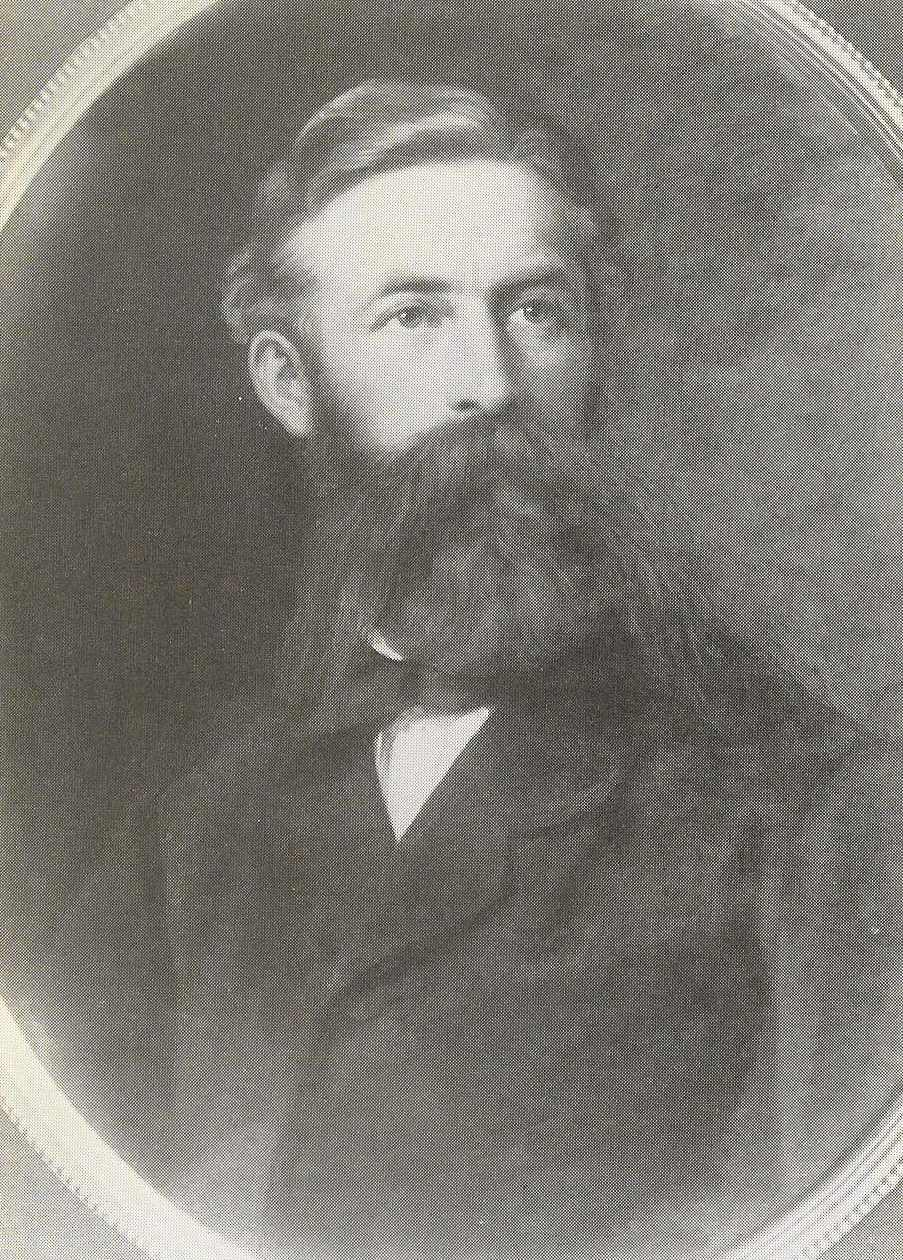
Udo von Alvensleben

Udo III. von Alvensleben (* 21. Februar 1823 in Benkendorf b. Holleben; † 6. Mai 1910 in Schollene) war ein Rittergutbesitzer, Autor und preußischer Hauptmann.

## Familie
Udo von Alvensleben entstammte der niederdeutschen Adelsfamilie von Alvensleben. Er war der vierte Sohn von Wilhelm von Alvensleben (1779–1838) aus Kalbe (Milde) und dessen Frau Sophie Günther (1784–1847) aus Dresden und hatte noch elf Geschwister, darunter den Gutsbesitzer und Musiker Gebhard von Alvensleben (1816–1895) und den Landschaftsmaler Oskar von Alvensleben (1831–1903). Am 24. Oktober 1855 heiratete er in Berlin Agnes von Pritzelwitz (1835–1911), er hatte mit ihr dreizehn Kinder, darunter den späteren Arzt und Direktor der Landesfrauenklinik Magdeburg Alkmar von Alvensleben.

## Leben

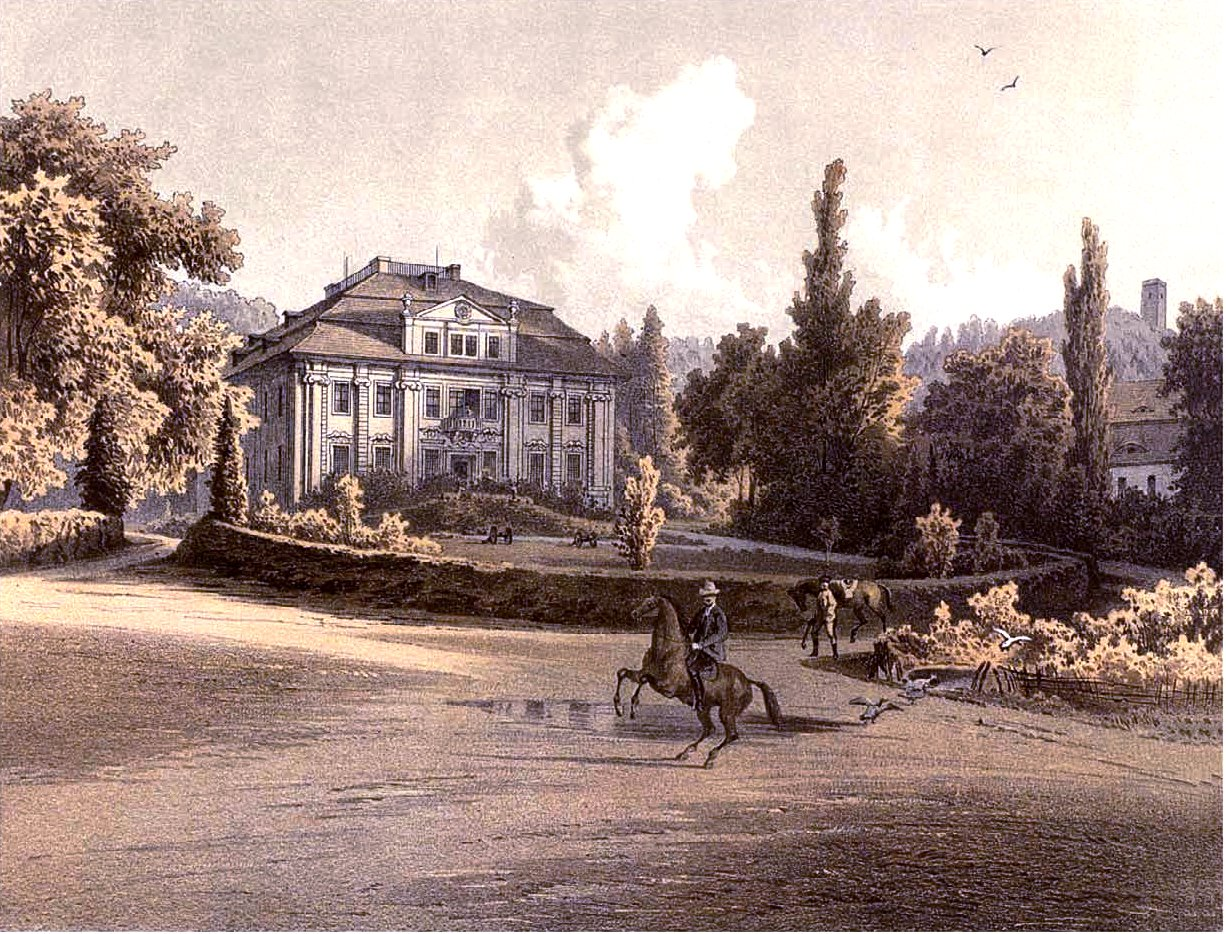
Schloss Maiwaldau um 1860, Sammlung Alexander Duncker

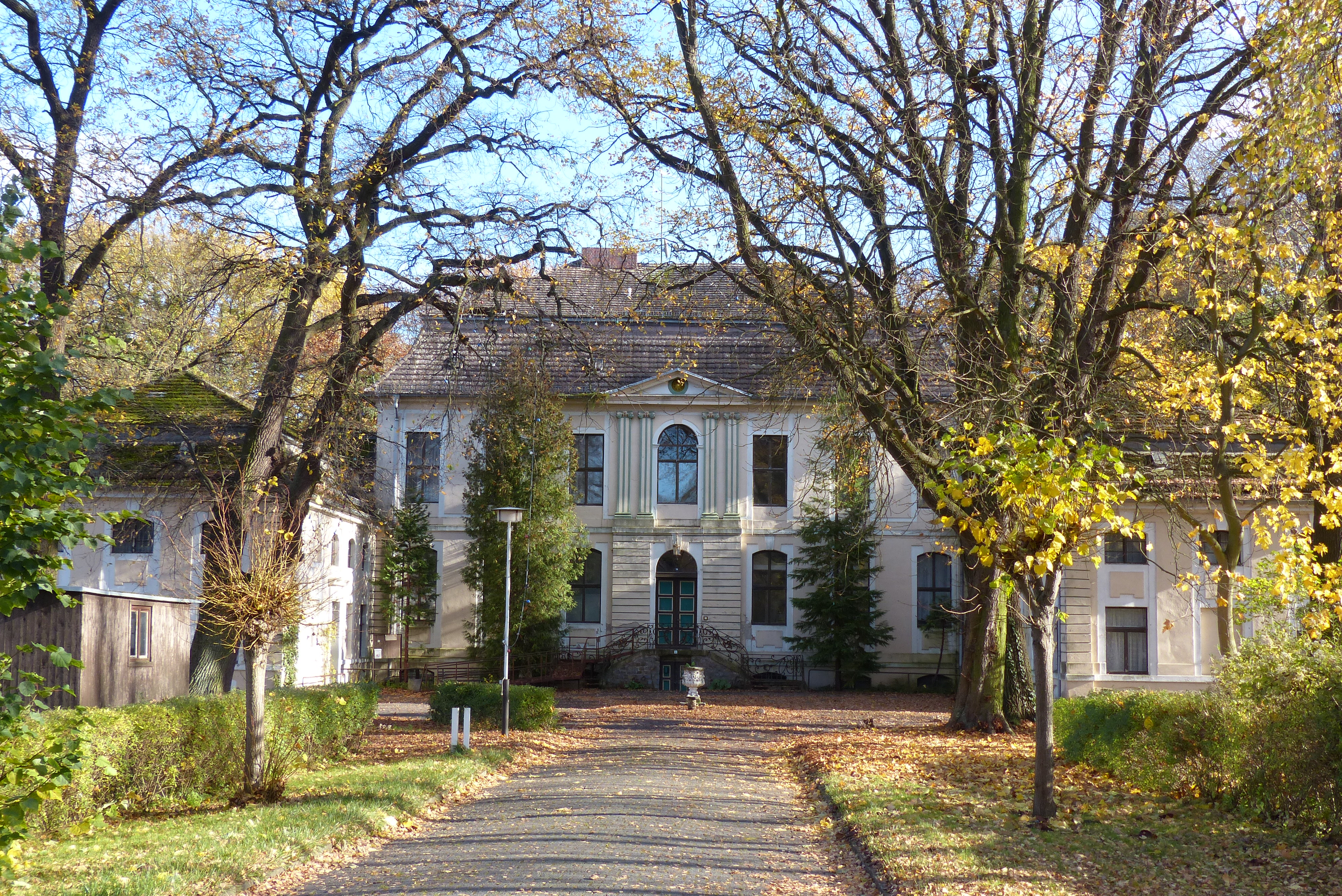
Schloss Schollene

Udo von Alvensleben besuchte eine Realschule in Leipzig und ab 1840 das Königliche Gewerbe-Institut in Charlottenburg. Es folgte ein Studium des Maschinenbaus. Dem Abschluss der Studien und Dienst als Einjährig-Freiwilliger beim 2. Garde-Regiment zu Fuß folgte 1846/47 eine Bildungsreise durch Süddeutschland, Österreich, die Schweiz und Italien. Nach landwirtschaftlichen Studien in Neugattersleben und Rosenburg, die durch die Teilnahme am badischen Feldzug 1849 unterbrochen wurden, und nach der 1851 erfolgten Verlosung des Rittergutes Kalbe (Milde) erwarb Udo das Rittergut Maiwaldau bei Hirschberg in Schlesien (2434 Morgen) für 110.000 Taler.
Nach Durchführung zahlreicher land- und forstwirtschaftlicher Verbesserungen veräußerte er diesen Besitz im Oktober 1858 wieder, und in dem Bestreben, seinen in der Altmark angesessenen Brüdern näher zu sein, erwarb er 1860 den hauptsächlich aus Heideland, Kiefernwald, Wiesen und mäßigem Acker bestehenden Allodialbesitz Schollene (1180 ha). Auch hier gelang es ihm, den ziemlich herabgewirtschafteten Besitz besonders in forstwirtschaftlicher Hinsicht stark zu fördern. Der landwirtschaftlich nutzbare Teil des Gutes wurde seit 1877 größtenteils verpachtet. 1903 erwarb Udo den früher schon zum Rittergut Schollene gehörenden Schollener See (196 ha). Pächterhaus und Wirtschaftshof wurden im Wesentlichen neu aufgebaut, das um 1770 errichtete Schloss unter Wahrung seiner wertvollen spätbarocken Formen in einzelnen Teilen verändert.
Viele Jahre gehörte er dem Familien-Kuratorium als Mitglied an, wobei er sich vor allem um finanzielle Angelegenheiten kümmerte. Er fügte ihr auch aus seinem Vermögen die Udo-Schollene-Stiftung an, die zur Unterstützung von in der Berufsausbildung befindlichen jüngeren Familienmitgliedern und zu wohltätigen Zwecken auch über den Kreis der Familie hinaus bestimmt war. Von ihm wurden in seinem Gebiet auch die ersten Havelregulierungsarbeiten gegen Überschwemmungen angeregt. Zudem hinterließ er eine Sammlung von Ausgrabungen vorgeschichtlicher Altertümer.
Er war konservativ geprägt und neigte der „christlich-sozialen“ Richtung Adolf Stoeckers zu, die unter anderem durch soziale Verbesserungen von oben der aufkommenden Demokratiebewegung und dem Sozialismus den Nährboden entziehen wollte.

## Werke
Über die Vorgeschichte des Ortes und Gutes Schollene gab er 1867 Gedenkblätter aus dem Havelwinkel heraus, denen 1892 eine Übersicht der Geschichte und Genealogie des Geschlechtes von Alvensleben folgte. 1887 schrieb er seine Memoiren, die nicht gedruckt wurden.